# François-Antoine Arbaud
Pour les articles homonymes, voir Arbaud.
François-Antoine Arbaud, né 2 juin 1768 à Manosque et mort le 27 mars 1836 à Gap est un dignitaire français de l'Église catholique, évêque du diocèse de Gap de 1823 jusqu'à son décès.

## Biographie
François-Antoine Arbaud est né le 2 juin 1768 à Manosque. Il est le fils de Louis Arbaud, marchand drapier, et de Louise Sarrasin. Bachelier en théologie de la faculté d'Aix, il enseigne la philosophie au séminaire de cette ville. Ordonné prêtre en 1791, il émigre à Bologne en 1793-1797 avant de revenir en France,.
Nommé curé de Villeneuve au début du Concordat, il devient vicaire général du diocèse de Digne en 1811,, plus spécialement chargé des Hautes-Alpes.
Au rétablissement du siège épiscopal de Gap, il en devient l'évêque. Il y est nommé le 13 janvier 1823, consacré évêque le 6 juillet 1823 à Issy, par l'évêque de Chartres Jean-Baptiste de Latil et fait son entrée solennelle à Gap le 23 juillet,.
Il rétablit un séminaire à Gap,. Au XIXe siècle, les habitants du diocèse de Gap ont une pratique religieuse austère et une spiritualité exigeante.
En 1826, il fait paraître une brochure développant une réfutation des idées de Lamennais,. Arbaud initie ainsi une polémique qui met en cause Lamennais et aboutit à sa condamnation par le pape. En 1832, Lacordaire, également mis en cause par Arbaud, se défend en lui répondant.
Arbaud meurt dans sa fonction d'évêque de Gap le 27 mars 1836 à Gap,.

## Héraldique
D'argent à un pin de sinople.
Ou : D'argent, à l'arbre de sinople, posé sur une terrasse de même.

### Notices biographiques
- Félix Allemand, Dictionnaire biographique des Hautes-Alpes : avec bibliographie, armoiries, sceaux & portraits, Gap, Imprimerie et librairie alpines, 1911 (lire en ligne), p. 52-54.
- Jacques-Olivier Boudon, Les élites religieuses à l'époque de Napoléon. Dictionnaire des évêques et vicaires généraux du Premier Empire, Paris, Nouveau Monde éditions / Fondation Napoléon, 2002, 313 p. (ISBN 2-84736-008-5), p. 47.
- Urbain Rouziès, « Arbaud (François-Antoine) », dans Alfred Baudrillart, R. Aigrain, P. Richard et Urbain Rouziès (dir.), Dictionnaire d'histoire et de géographie ecclésiastiques, t. 3, Paris, Letouzey et Ané, 1924, 1670 p. (lire en ligne), p. 1449.